# Hummelflug (Film)
Hummelflug ist ein Dokumentarfilm des DEFA-Studios für Dokumentarfilme von Winfried Junge aus dem Jahr 1978.

## Handlung
Der Film zeigt den Arbeitsalltag eines Piloten, der mit einem Agrarflugzeug vom Typ Z-37A (auch Hummel genannt) mit dem Luftfahrzeugkennzeichen DM-SUF im Bezirk Gera in der Landwirtschaft eingesetzt wird. Der Arbeitstag beginnt mit dem Rollen des Flugzeugs aus dem Hangar, der technischen Überprüfung, dem Markieren der Start- und Landepiste, dem Betanken und dem Füllen des Chemikalienbehälters, der bis zu 500 Kilogramm fassen kann. Diese Menge reicht etwa für 7 Minuten Flugzeit und dann muss wieder gelandet werden um neues Material aufzunehmen. Pro Arbeitstag befindet sich das Flugzeug etwa 7 Stunden in der Luft. Am Boden befindet sich eine Person, die dem Piloten den Startpunkt zum Öffnen des Abwurfschachtes anzeigt.
Mit dem Agrarflug kann natürlich eine viel größere Fläche bearbeitet werden, als mit den früher vorhandenen Möglichkeiten. Es wird auch gezeigt, dass Gespräche mit anderen Nutzern der Flächen erforderlich sind. So ist es für einen Imker sehr wichtig, dass die Streuung nicht in der Hauptflugzeit seiner Bienen geschieht. Ein Schäfer legt Wert darauf, dass das Streugebiet nicht die Flächen betrifft, auf denen er gerade mit seinen Schafen unterwegs ist. Der Pilot ist bemüht, auf alle diese Wünsche einzugehen. Er ist sich über die Wichtigkeit und Schönheit seines Berufs im Klaren und möchte auf keinen Fall mit einem großen Verkehrsflugzeug tauschen.

## Produktion
Hummelflug wurde von der Künstlerischen Arbeitsgruppe „document“ auf ORWO-Color gedreht. Die Premiere fand anlässlich des 1. Nationalen Dokumentarfilm-Festivals der DDR Anfang Oktober 1978 in Neubrandenburg statt. Ab 27. Oktober lief er in den Kinos der DDR.